# Franz Ignaz Zeppenfeldt
Franz Ignaz Johann Maria Zeppenfeldt (* 20. Juli 1760 in Hildesheim; † 19. August 1831) war ein deutscher Jurist, Archivar und Regionalhistoriker des Hochstifts Hildesheim.

## Leben
Zeppenfeldt entstammte einer katholischen Familie aus Westfalen. Der Vater Kaspar Joachim Zeppenfeldt († 1783) war in die Hildesheimer fürstbischöfliche Verwaltung eingetreten und dort Hof- und Regierungsrat und 1779 Vizekanzler geworden. Die Mutter Marie Franziska geb. Gronefeld aus Peine starb bereits 1764. Das Paar hatte zwölf Kinder.
Ignaz besuchte die Pfarrschule an der Kreuzkirche, danach das Gymnasium Josephinum und kam anschließend zu den englischen Benediktinern im Kloster Lamspringe, wo er gründlich Englisch lernte. Ab 1782 studierte er in Göttingen Rechtswissenschaft. 1785 wurde er als Advokat vereidigt.
1786 wurde Zeppenfeldt Privatsekretär von Clemens August von Westphalen, einem Neffen des Fürstbischofs Friedrich Wilhelm von Westphalen mit großem Einfluss auf die Regierung. Der Bischof starb 1789 und sein Neffe verließ Hildesheim. Zeppenfeldt blieb in der Stadt und erledigte die letzten Angelegenheiten seines Dienstherrn. 1796 wurde er unter Franz Egon von Fürstenberg Leiter des hochstiftischen Landesarchivs und Sachwalter des Fiskus für profane und geistliche Angelegenheiten, 1799 kaiserlicher und apostolischer Notar.
Nach der Säkularisation 1802 kam das Stiftsterritorium zunächst an Preußen. Die neue Regierung übernahm Zeppenfeldt 1803 als Kammerkonsulenten, als Archivar und als Assessor in der Kriegs- und Domänenkammer in Halberstadt. Im selben Jahr heiratete er die Hildesheimerin Anna Maria Magdalena geb. Waldau, mit der er zwei Söhne und eine Tochter bekam. Auch auf ihr Betreiben nahm er 1806 die Stelle eines Beisitzers beim Offizialatsgericht für Ehesachen der Katholiken und Sekretär des bischöflichen Generalvikariats in Hildesheim an. 
Nach dem Frieden von Tilsit 1807 wurde Hildesheim Teil des napoleonischen Königreichs Westphalen. Zeppenfeldt wurde 1808 kurzzeitig Friedensrichter des Kantons Borsum, aber noch im selben Jahr Hypothekenbewahrer in Hildesheim. Nach dem Ende der Franzosenzeit 1815 übernahm er bis zu seinem Tod die Leitung des bischöflichen Archivs, wo er auch die Archive der aufgehobenen Klöster zusammenführte.
Zeppenfeldt verfasste zahlreiche regionalhistorische Aufsätze, die in den Zeitungen der Stadt erschienen. In der Gerstenbergschen Sammlung Beiträge zur Hildesheimischen Geschichte (3 Bände 1829–1830) stammen 72 der 124 Aufsätze von Zeppenfeldt. Auch im Vaterländischen Archiv zur Kenntniß Hannovers und Braunschweigs sowie im Archiv zu Geschichte und Alterthümern Westfalens erschienen Beiträge von ihm. 1827 wurde er Ehrenmitglied des Westfälischen Geschichtsvereins in Paderborn.

## Veröffentlichungen (Auswahl)
- 72 Aufsätze in:
  - Beiträge zur Hildesheimischen Geschichte Band 1 (1829)
  - Beiträge zur Hildesheimischen Geschichte Band 2 (1829)
  - Beiträge zur Hildesheimischen Geschichte Band 3 (1830)